# Gomphrena pohlii
Gomphrena pohlii är en amarantväxtart som beskrevs av Horace Bénédict Alfred Moquin-Tandon. Gomphrena pohlii ingår i släktet klotamaranter, och familjen amarantväxter. Inga underarter finns listade i Catalogue of Life.